# Pesquería (kommun)
Pesquería är en kommun i Mexiko.   Den ligger i delstaten Nuevo León, i den centrala delen av landet, 700 km norr om huvudstaden Mexico City.
Följande samhällen finns i Pesquería:
- Pesquería
- Colinas del Aeropuerto
- Ladrillera
- Paseo de San Javier
- Lomas de San Martín
- Los Olmos
- La Providencia
- Francisco Villa
- Habitát Las Palmas
- Las Palmas
- Colonia la Mesa